# 紫耳蜂鸟属
紫耳蜂鸟是蜂鸟科的一属，广泛分布于北美洲和南美洲北部地区。这种蜂鸟的显著特征是雄性有一条蓝紫色斑纹从眼底向后延伸至脑后。现存有5种

## 种
- 褐紫耳蜂鸟（Colibri delphinae）
- 绿色紫耳蜂鸟（Colibri thalassinus）
- 辉紫耳蜂鸟（Colibri coruscans）
- 白臀紫耳蜂鸟（Colibri serrirostris）
- 小紫耳蜂鸟（Colibri cyanotus）